# Aircraft Classification Number
Aircraft Classification Number (ACN) is een door de ICAO ingevoerde internationale classificatie voor het eenvoudig uitdrukken van de effecten van een vliegtuig op een landingsbaan.
Het ACN is een dimensieloos getal, dat voor elk type vliegtuig per verhardingsconstructie wordt berekend. Het is gekoppeld aan het Pavement Classification Number (PCN). Als het ACN van een bepaald type vliegtuig kleiner is dan het PCN van de baan, dan mag het vliegtuig onbeperkt op deze baan landen. 